# Primulina
Primulina é um género botânico pertencente à família Gesneriaceae.

## Espécies
- Primulina sinensis
- Primulina tabacum